# Braam Steyn
Abraham Jurgens Steyn, detto Braam (Cradock, 2 maggio 1992), è un rugbista a 15 sudafricano, attivo nel ruolo di terza linea centro del Benetton in Pro14 ed internazionale per l'Italia.

## Biografia
Proveniente dalle giovanili del Natal Sharks, nel 2012, a 19 anni, giunse in Italia nelle file del Mogliano con cui vinse lo scudetto alla sua prima stagione; l'anno successivo fu a Calvisano dove divenne permit player della franchise delle Zebre e si laureò campione d'Italia per la seconda volta nel 2014.
Nel 2015 fu ingaggiato dal Benetton e a dicembre di quell'anno divenne idoneo, per residenza, a rappresentare a livello internazionale l'Italia dopo che in patria aveva vinto, con la nazionale Under-20 sudafricana, il mondiale di categoria tre anni prima.
Debuttò con la nazionale azzurra a Roma nel Sei Nazioni 2016 contro l'Inghilterra mentre a Treviso consolidava la sua posizione di acquisto di sicuro affidamento; divenuto tra i protagonisti della crescita tecnica del club, nel 2019 riuscì a giungere al play-off per la semifinale di Pro14 segnalandosi come tra i migliori nel suo ruolo tanto da essere inserito nel XV ideale della stagione.
Nel corso dell'anno giunse anche la convocazione per la Coppa del Mondo 2019 in Giappone con l'Italia.

## Palmarès

### Club
- Campionati italiani: 3

Calvisano: 2013-14, 2014-15
Mogliano: 2012-13
- Trofei Eccellenza : 1

Calvisano: 2014-15

### Nazionale
- Campionato mondiale giovanile di rugby: 1

Sudafrica Under-20: 2012